# Völkischer Beobachter
Völkischer Beobachter (svenska: Den folklige betraktaren) var partitidning för Nationalsocialistiska tyska arbetarepartiet (NSDAP) från 1920 till 1945. Alfred Rosenberg var dess chefredaktör från 1923 till 1937.

## Historia

### Tidig historia
Tidningen grundades som Münchner Beobachter i München 1887 och var då en veckotidning på fyra sidor. Åren därefter växlade tidningen profil och ägare flera gånger tills förläggaren Franz Eher köpte tidningen år 1900.
Upplagan var liten och lokalt, småborgerligt inriktad, och efter Franz Ehers död 1918 sålde hans änka tidningen till det ockultistiska och djupt nationalistiska Thulesällskapet under ledning av friherre Rudolf von Sebottendorff. I augusti 1919 fick tidningen namnet Völkischer Beobachter, med anspelning på den samtida, ultranationalistiska samhällsrörelsen Völkische Bewegung. Thulesällskapet använde tidningen för att formulera sin djupa avsky mot Weimarrepublikens samhällsordning, mot judarna och de "röda".
Trots den utpräglat nationalistiska retoriken i tidningen lyckades inte ägarna öka försäljningen nämnvärt, och vid slutet av 1920 låg den dagliga upplagan på 7 000 exemplar. Samtidigt hade man stora skulder.
Året därpå förvärvades förlaget Franz Eher Nachfolger GmbH av Nationalsocialistiska tyska arbetarepartiet för 115 000 pappersmark. Pengarna kom från Dietrich Eckart, som stod både Adolf Hitler och högerextrema kretsar inom Riksvärnet nära. Eckart utsågs av NSDAP till tidningens nye chefredaktör.

### Nazistisk partitidning
Upplagan ökade under åren efter att nazisterna köpt tidningen, och 1922 låg den på cirka 17 000 exemplar dagligen. Samma år ombildades tidningen från vecko- till dagstidning. I mars 1923 avled Eckart, och ny chefredaktör blev Alfred Rosenberg. Efter den misslyckade ölkällarkuppen i november 1923 förbjöds både NSDAP och Völkischer Beobachter, och endast Franz Eher-förlagets bokavdelning under den företagsamme ex-officeren Max Amann höll förlaget undan konkurs. Under honom kunde förlaget till och med expandera, trots att huvudtidningen Völkischer Beobachter ej gavs ut.
1925 hävdes så förbudet. Då Max Amann under de föregående åren gjort mycket goda affärer som gynnat förlaget fick tidningen dock administrativt oberoende från partiet och ställdes istället under Max Amanns kontroll. Innehållet i tidningen, inledningsvis med veckoutgivning och dagstidningen en månad senare, bestod till största delen av antisemitiskt skvaller. Tre gånger under 1920-talet beslagtogs hela upplagan på grund av dess hätska angrepp på judar, regeringens politik och ett antal offentliga personer. Max Amanns hårda kontroll över förlaget ledde till att redaktionen för tidningen under Rosenberg ständigt hamnade i konflikt med honom, men trots att Rosenberg protesterade hos Hitler själv förblev Amann oomtvistad ledare för den nazistiska partipressen.
Under ansvarige utgivare Alfred Rosenbergs ledning utvecklades tidningen till ett forum för främst Adolf Hitler och Joseph Goebbels. Upplagan låg 1925, efter att tidningen åter tillåtits, på 4 500 exemplar vilket fram till 1930 ökade till nästan 40 000 examplar. 1933 låg upplagan på över 127 000 exemplar dagligen. De ökade intäkterna gjorde att Amann lät starta flera olika upplagor; 1930 kom separata upplagor för Bayern och Berlin. Efter Tysklands annektering av Österrike 1938 började man även utge en österrikisk upplaga. Från cirka 1932 och framåt var det Rosenbergs ställföreträdare Wilhelm Weiß som i realiteten ansvarade för tidningens utformning.

### Efter maktövertagandet
Efter det nazistiska maktövertagandet 1933 blev Völkischer Beobachter över en natt statsmaktens officiella tidning med en monopolliknande ställning, och läsandet av tidningen blev obligatoriskt i statsförvaltningen, försvaret, skolundervisning och i Hitlerjugend. Med en sådan ställning kunde tidningsutgåvan enkelt skjuta i höjden, och år 1941 trycktes över 1 100 000 exemplar dagligen.
1938 ersattes Rosenberg officiellt som chefredaktör av Wilhelm Weiß.

## Betydelse
Som Tredje rikets officiella organ var Völkische Beobachter en högst inflytelserrik tidning, och genom dess vida distribution spreds NSDAP:s tankar och världsbild till stora delar av landets befolkning. Samtidigt använde utländska korrespondenter och diplomater tidningen som en barometer för regimens allmänna politik, beslut och kursändringar.